# Русинов, Самуил Гецелевич
Русинов Самуил Гецелевич (7 сентября 1914, Борисов Минской области — 30 декабря 2004, Уфа) — советский оперный певец (тенор). Заслуженный артист Башкирской АССР (1955).

## Биография
В 1937—1938 учился в Минской консерватории. В 1938—1941 — солист Белорусского радиокомитета, с 1942 — БГТОиБ, одновременно музыкально‑литературного лектория Башкирской филармонии, в 1975—2000 певец‑иллюстратор Уфимского училища искусств.

## Партии
- Абдрахман («Замандаштар»);
- Бомелий («Царская невеста» Н. А. Римского‑Корсакова);
- Бонди («Война с саламандрами» В. А. Успенского);
- Бухаир («Салават Юлаев»);
- Гайнуллы («Гөлзифа» — «Гульзифа» З. Г. Исмагилова);
- Манрико («Трубадур» Дж. Верди);
- Ромео («Ромео и Джульетта» Ш.Гуно);
- Садык («Шаура»);
- Сиплый («Оптимистическая трагедия» А. Н. Холминова);
- Шуйский («Борис Годунов» М. П. Мусоргского);
- Шульген («Акбузат»).